# Ulughchat
Ulughchat, även känd som Wuqia, är ett härad som lyder under den autonoma prefekturen Kizilsu i Xinjiang-regionen i nordvästra Kina.